# Kriegsverbrechen bei der Invasion von Dili 1975

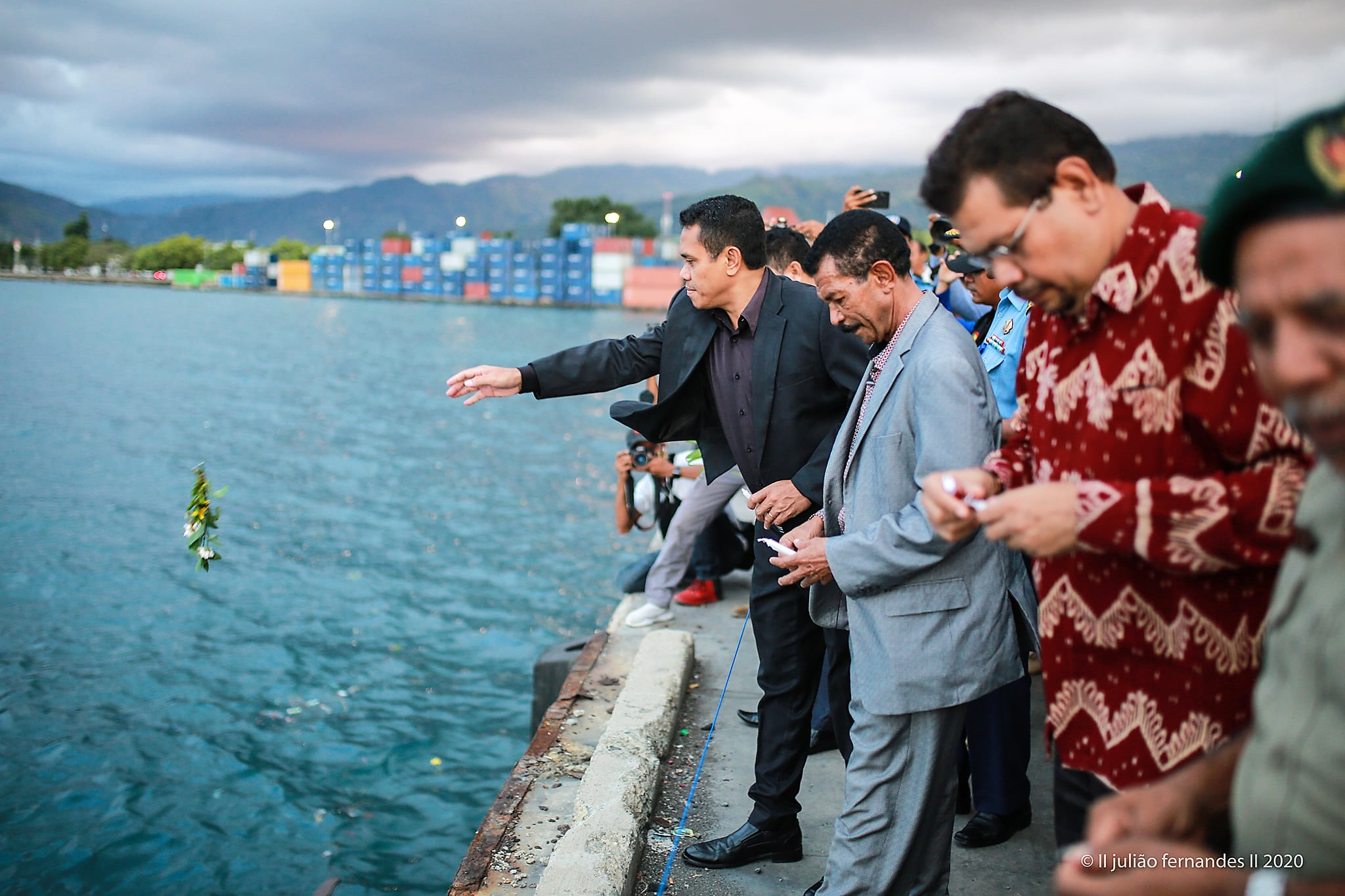
Gedenken an die Opfer im Werftgelände von Dili (2020)

Die Empfangs-, Wahrheits- und Versöhnungskommission von Osttimor (CAVR) dokumentierte in ihrem Abschlussbericht Chega! unter anderem die Kriegsverbrechen bei der Invasion von Dili, als am 7. Dezember 1975 indonesische Truppen mit Beginn der Operation Seroja offen die osttimoresische Hauptstadt angriffen und besetzten. Dieser Artikel gibt die dokumentierten Vorfälle in den ersten Tagen der Invasion wieder.

## Hintergrund
In der Endphase der portugiesischen Kolonialherrschaft kam es aufgrund indonesischen Einflusses zu chaotischen Zuständen. Ein Bürgerkrieg brach aus. Indonesien begann mit der Operation Flamboyan die Grenzregionen zu besetzen und tarnte seine Soldaten als osttimoresische Milizen, die gegen die aus dem Bürgerkrieg siegreich hervorgegangene FRETILIN kämpften. Als die FRETILIN am 28. November 1975 einseitig die Unabhängigkeit ausrief, reagierte Indonesien mit der Meldung, die Führer der anderen osttimoresischen Parteien hätten am 30. November die sogenannte Balibo-Deklaration unterzeichnet, in der zum Anschluss Osttimors an Indonesien aufgerufen wurde. Neun Tage später begann der Angriff auf Dili.
Neben willkürlichen Hinrichtungen von Zivilisten wurden in den ersten Tagen der Invasion durch indonesische Soldaten eine Reihe von Massenmorden begangen. Gezielt wurden Mitglieder der chinesischen Gemeinde von Dili Opfer der Soldaten.
Disziplinarische Folgen aufgrund der massiven Verstoße gegen die Menschenrechte gab es für die indonesischen Soldaten nicht. Dies entsprach auch Vorfällen in den folgenden Jahren der Besetzung.

## Morde an Chinesen in Colmera

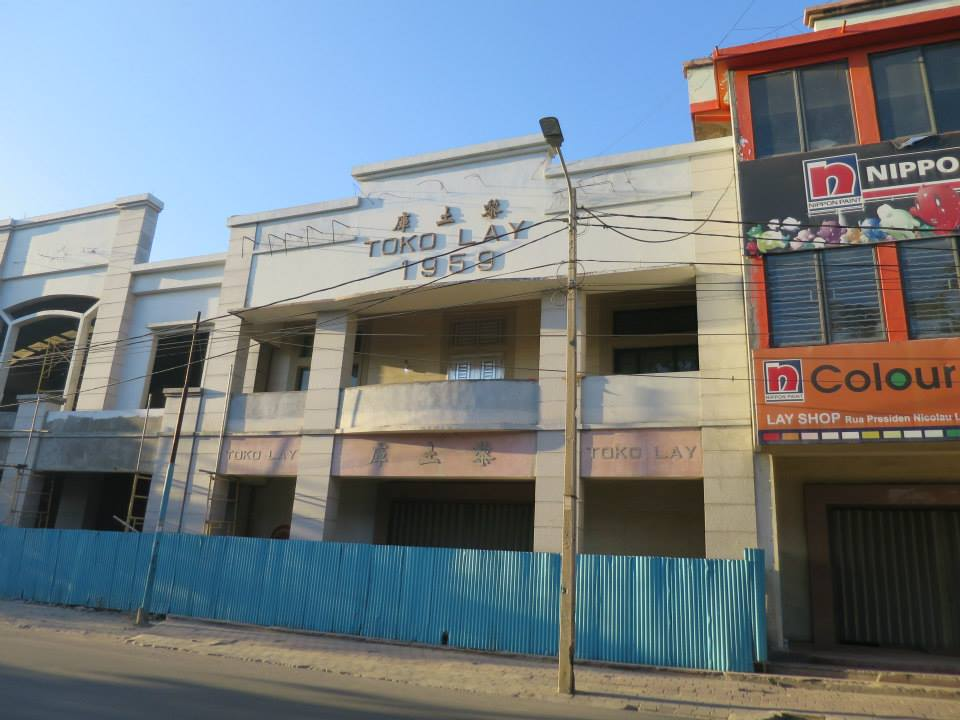
Das Toko Lay (2015)

Am Geschäftsgebäude Toko Lay hatte sich die Leiche eines Fallschirmjägers mit dem Schirm am Gebäude verfangen. Im Gebäude befanden sich mehr als 100 Menschen, ausschließlich Zivilisten chinesischer Herkunft. Am Morgen des 7. Dezember begannen die Indonesier um 10 Uhr auf das Haus zu schießen. Der aus Same stammende Tsam Yi Tin kam aus dem Nebengebäude, um sich zu ergeben, und wurde erschossen. Dessen Sohn überlebte, da er sich nach einem Treffer tot stellte. Die Indonesier stürmten den Toko Lay und schickten alle Bewohner hinaus. Sie wurden zum Strand beim Vereinsheim des Sporting Clube de Timor gebracht und mussten sich in einer Reihe in den Sand setzen.
Als die Leute in Angst aufschrien, wurden sie 50 Meter weiter zum Hafen geführt, wo sie sich der Größe nach in Richtung des Meeres aufstellen sollten. Die Soldaten luden ihre Gewehre durch und taten so, als wollten sie die Gefangenen erschießen. Dann wurden sie zum Hafentor getrieben und wieder wurden die Gewehre durchgeladen. Danach schickte man Frauen und Kinder zur chinesischen Schule, die Männer mussten Gräber für die Opfer der Invasion ausheben oder die Leichen ins Meer werfen. 16 Chinesen hoben im Jardim 5 de Maio Gräber für 20 gefallene indonesische Soldaten aus. Nachdem sie die Arbeit getan hatten, wurden 20 Mann wieder mit dem Gesicht zum Meer aufgestellt und dann mit einem Schuss in den Kopf hingerichtet. Darauf folgten weitere Gruppen, die ebenfalls getötet wurden. Insgesamt wurden 59 Chinesen und Timoresen hingerichtet. Die Bevölkerung wurde aufgefordert mitzuzählen. Die Hinrichtungen wurden von den Indonesiern als Vergeltung für den Tod des indonesischen Fallschirmjägers beim Toko Lay begründet. Die Opfer wurden von Gefangenen mit Steinen beschwert und ins Wasser geworfen. Chong Kui Yan gehörte zu den Arbeitern, die die Leichen entsorgen mussten, und durfte danach gehen. Unter den namentlich bekannten Opfern der Erschießungen sind elf Personen mit dem Namen Lay, im Alter zwischen 16 und 60 Jahren.
Auch in anderen Teilen des Stadtteils Colmera wurden die Bewohner auf die Straße geschickt, damit die Soldaten in den Häusern nach Waffen suchen konnten. Dabei entdeckten sie in einem Straßengraben neun Chinesen, hinter dem Haus von Li Nheu Ki in der Rua Sebastião da Costa (heute Rua de Loriko am Tais-Markt). Sie waren ermordet worden, ebenso wie mindestens fünf weitere Personen chinesischer Herkunft in Colmera.

## Hinrichtungen in Mata Doro
Mehrere Zivilisten wurden im Gebäude der Assistência (Edifício da Assistência Pública Social) ermordet, nahe der FRETILIN-Basis in Mata Doro (Vila Verde). Das Gebäude aus dem Anfang der 1970er Jahre liegt an der südöstlichen Ecke der Avenida Mouzinho de Albuquerque (heute Avenida Mártires da Pátria) und Rua de Caicoli. Heute befindet sich hier die Bibliothek der Universidade Nasionál Timór Lorosa’e. Hier waren Familien untergebracht, deren Häuser in Vila Verde, während des Bürgerkrieges im August, niedergebrannt waren. Als am Nachmittag des 7. Dezembers indonesische Soldaten am Assistência eintrafen, entdeckten sie einen Fallschirmjäger, der sich in einer Stromleitung verwickelt hatte und erschossen worden war. Die Indonesier nahmen den Toten herab und brachten ihn zu einem Flaggenmast neben dem Assistência, an dem die Flagge der FRETILIN wehte. Sie holten die Flagge herunter und befahlen allen Bewohnern des Gebäudes herauszukommen und sich auf einem Feld zu versammeln. 80 Männer wurden von den Frauen und Kindern getrennt. Sie mussten zunächst das benachbarte Gebäude der portugiesischen 15. Jägerinfanteriekompanie (Companhia 15) ausräumen. Dann sollten sie sich in drei Reihen aufstellen. Nachdem die Soldaten etwa 15 Minuten diskutiert hatten, richteten drei von ihnen ihre Waffen auf die Osttimoresen, die daraufhin die Flucht ergriffen. Die Soldaten eröffneten das Feuer. Die Zahl der Opfer schwankt nach den Zeugenangaben von 23 bis 70 Personen. Erst am 9. Dezember wurde osttimoresischen Zivilisten befohlen, die verwesenden Leichen hinter der Companhia 15 zu verbrennen. Auch im Gebäude des Schlachthofes Mata Doro gab es Hinrichtungen, zu denen es aber unterschiedliche Zeugenaussagen gibt. Acht Todesopfer sind namentlich bekannt.

## Hinrichtungen auf dem Werftgelände

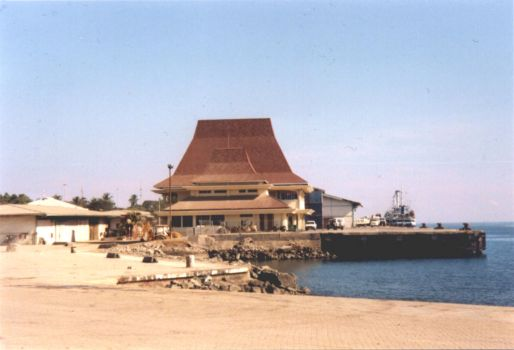
Der Hafen von Dili (2002)

Auf der Werft Dilis kam es am 8. Dezember zu mehreren Exekutionen. Die Umstände deuten darauf hin, dass hier gezielt FRETILIN-Mitglieder unter den Zivilisten herausgegriffen und hingerichtet wurden. Man geht davon aus, dass es eine Schwarze Liste gab. Unter den Opfern dort waren die Frauenrechtlerin Rosa Bonaparte, ihr Bruder Bernardino Bonaparte Soares (der wie seine Schwester CCF-Mitglied war), Isabel Barreto Lobato (die Ehefrau des Premierministers Nicolau dos Reis Lobato), aber auch Roger East, der letzte ausländische Reporter in Dili. Zeugen sprechen von Dutzenden Leichen. East war am Morgen in seinem Hotel gefangen genommen worden. FALINTIL-Chef Fernando do Carmo, der mit einem Jeep noch zum Hotel Turismo gefahren war, um East zu retten, kam in einem indonesischen Hinterhalt ums Leben.
Die Leiche von Francisco Borja da Costa, dem Texter von Osttimors Nationalhymne „Pátria“ und Mitglied des CCF, wurde später am Strand gefunden. Auch sein Name stand auf einer Todesliste. Lebend war er zuletzt am Hafen gesehen worden, genauso wie die Mitglieder der FRETILIN-Jugendorganisation UNETIM Bimba da Solva und Silvinia Epifana M. da Silva, die nach dem 8. Dezember für immer verschwanden.
Zeugen berichten von weiteren Massenhinrichtungen am Hafen am Nachmittag des 8. Dezembers. In Gruppen von 20 Personen mussten sich die Opfer in eine Reihe stellen und wurden erschossen. Die Toten fielen ins Wasser. Dann folgte die nächste Gruppe. Zeugen sprechen von mindestens vier Gruppen. Es ist nicht mehr nachvollziehbar, wer genau diese Opfer waren. Die Gesamtzahl der in der Werft Hingerichteten wird auf 150 Personen geschätzt.

## Weitere Morde

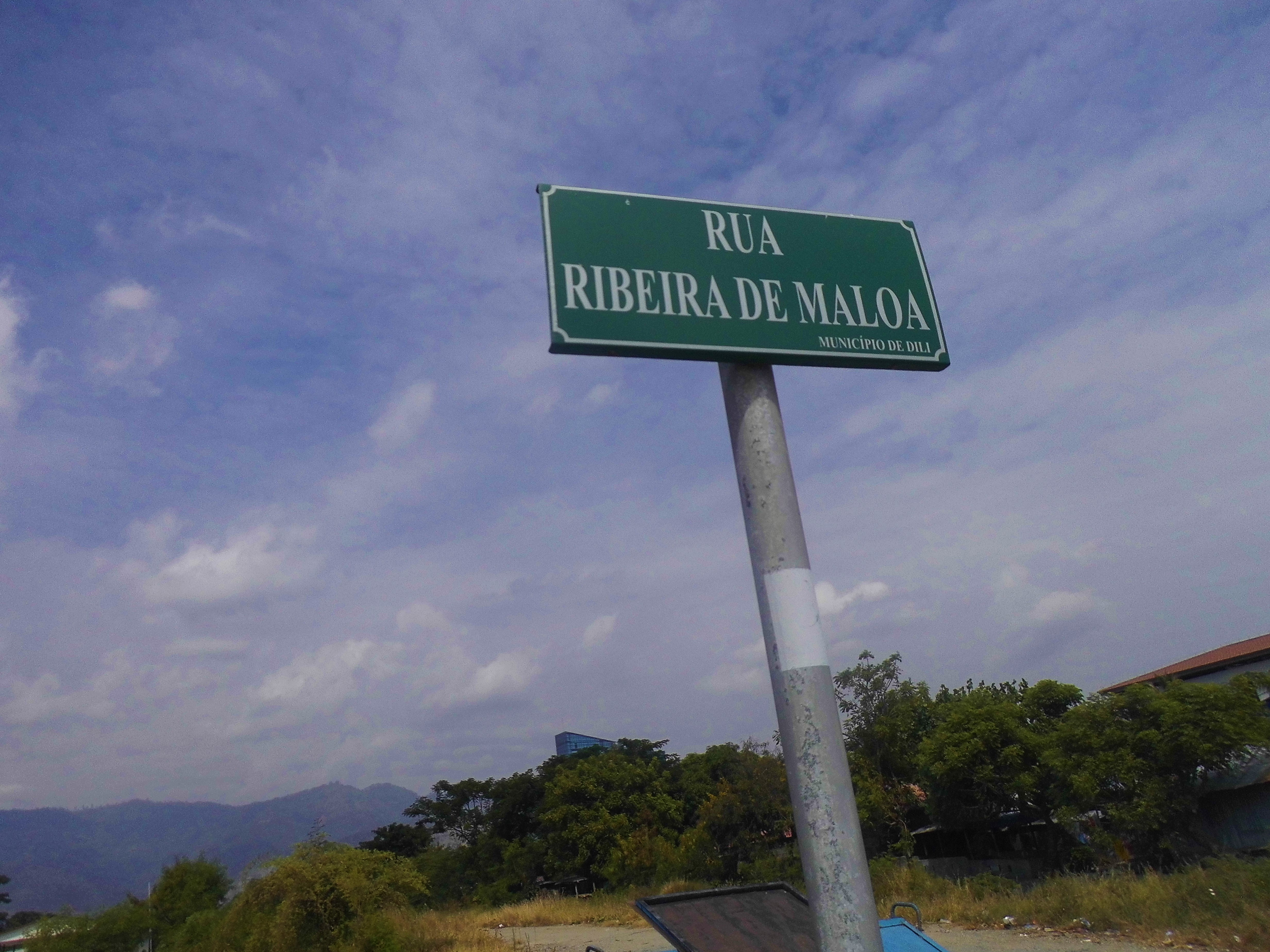
Die Straße am Flüsschen Maloa

Mehrere Zivilisten wurden am 7. Dezember am Fluss Maloa im Stadtteil Bairro Pite hingerichtet, unter anderem um den Tod eines indonesischen Soldaten zu rächen. Eine weitere Exekution mit mindestens 17 Toten folgte am Maloa in Ailoklaran am 8. Dezember. Viele dieser Opfer stammten aus Ainaro und waren eigentlich Anhänger der KOTA, die mit den Indonesiern offiziell verbündet war.
Etwa 50 Personen wurden im Hauptquartier der Militärpolizei in Caicoli gefangen genommen, in eine Reihe gestellt und erschossen.
Die Empfangs-, Wahrheits- und Versöhnungskommission von Osttimor (CAVR) sammelte bei ihren Recherchen Berichte von während der Invasion von Dili getöteten Zivilisten in einer Anzahl von 203 bis 272 Personen. Dazu kommen die Berichte über verschwundene Personen. Man geht davon aus, dass etwa 2.000 Einwohner Dilis in den ersten Tagen der Invasion ums Leben kamen, was acht Prozent der Bevölkerung bedeuten würde. Etwa 700 davon waren ethnische Chinesen. In Folge kam es in Dili durch das indonesische Militär zu weiteren Verhaftungen, Folterungen und Verschwinden von Personen. Man verdächtigte die Opfer, Verbindungen zum Widerstand in den Bergen zu haben.

## Belege

### Hauptbelege
- Final Report „Chega!“ der Commission for Reception, Truth and Reconciliation in East Timor (CAVR), 2006 (englisch), auf der Homepage von ETAN.
  - „Part 3: The History of the Conflict“.
  - „Chapter 7.2 Unlawful Killings and Enforced Disappearances“.